# Picco del carbonio-14 del 993-994

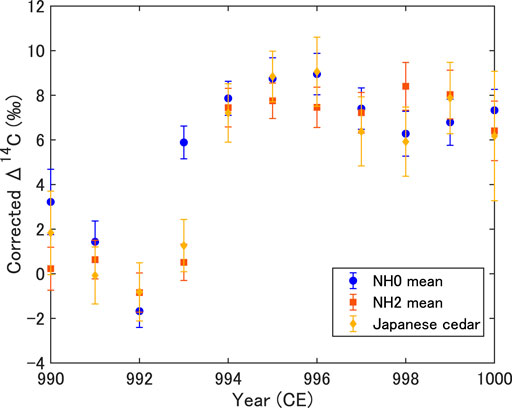
Misurazioni della concentrazione di carbonio-14 in alberi provenienti dal Giappone (punti gialli), messe a confronto con la concentrazione di carbonio-14 negli stessi in anni in una regione svedese (NH0) e in un'altra regione giapponese (NH2).

Il picco del carbonio-14 del 993-994 è stato un aumento dello 0,91% della concentrazione del carbonio-14 (un isotopo radioattivo del carbonio) osservato negli anelli di accrescimento degli alberi datati tra gli anni 993 e 994; tale aumento è circa 15 volte più alto del normale tasso di variabilità. Scoperto in Giappone durante uno studio di esemplari di Cryptomeria japonica, viventi tra gli anni 822 e 1022, il picco, la cui datazione è stata stabilita attraverso studi dendrocronologici, è stato generato da un evento che ha causato anche un aumento della concentrazione del berillio-10 rilevato in carote di ghiaccio antartiche, a sostegno dell'ipotesi che questo evento fosse di origine solare.
A sostegno dell'ipotesi astronomica del picco vi sono anche alcuni resoconti di osservazioni effettuate negli anni 992-994 in diversi luoghi della Terra, dal cui studio sembra verosimile attribuire l'origine del picco a una tempesta solare eccezionalmente potente.

## Ipotesi e osservazioni
Come precedentemente detto, l'ipotesi della tempesta solare è quella ritenuta più probabile dai ricercatori in virtù delle osservazioni di fenomeni ad essa legati, come le aurore boreali, effettuate nella penisola coreana, in Germania e in Irlanda, a partire dalla fine del 992.
 In particolare, un testo coreano narra di come, tra il dicembre 992 e il gennaio 993, "i cancelli del cielo" della penisola coreana si fossero "aperti", mentre due sessioni osservative effettuate in Sassonia il 21 ottobre e il 26 dicembre 992, menzionavano, nel primo caso, il fatto che il cielo si fosse arrossato tre volte, e, nel secondo caso, il fatto che in cielo fosse apparsa e fosse rimasta visibile per circa un'ora una luce brillante quanto il Sole, a cui sarebbe seguito un arrossamento del cielo. Ancora, alcuni testi redatti nell'Ulster, in Irlanda, narrano di come, il 26 dicembre 992, il cielo sia diventato di un acceso color rosso sangue.
Benché tali osservazioni non rivelino in maniera definitiva la causa del picco di 14C del 993-994, esse sono certamente relative a una tempesta solare che, avendo fatto arrivare a contatto con l'atmosfera terrestre un elevato flusso di raggi cosmici, ha certamente portato alla produzione di  14C, altrimenti detto radiocarbonio, il quale in atmosfera si è ossidato formando 14CO2, che è stata poi assorbita dagli alberi nel naturale ciclo del carbonio.

## Frequenza di eventi simili
L'evento del 993-994 ha portato a uno dei maggiori picchi degli ultimi 11 000 anni tra gli isotopi cosmogenici, ma non al maggiore in assoluto, che sarebbe invece da imputare a un evento avvenuto circa 120 anni prima, nel 774-775, e avrebbe avuto una potenza pari a circa 1,7 volte quello del 993-994. Peraltro, si sospetta che diversi altri eventi dello stesso tipo siano avvenuti durante l'Olocene.
Da questa statistica, ci si aspetta che forti eventi di questo tipo, denominati eventi di Miyake, avvengano una volta per qualche decina di millenni, mentre eventi di Miyake più lievi possono avvenire una volta ogni millennio o anche una volta ogni secolo.